# Мазачо
Мазачо (Томазо ди Джовани ди Симоне Гуиди) на италиански: Tommaso di Ser Giovanni di Mòne di Andreuccio Cassài е италиански художник от Ранния ренесанс. Умира много млад – едва 27-годишен, но с творчеството си променя цялата Флорентинска живописна школа. Стилът му е продължение на реалистичния стил на Джото, но с много по-широко използване на перспективата, анатомията и законите на светлината. Пряко повлияни от Мазачо са художниците от XV в. – Филипо Липи, Фра Анджелико и Пиеро дела Франческа.
Мазачо е прякор и означава „големият“ или „грубият Томас“ и вероятно се използва за отличаване от неговия колега Мазолино (малкият Томас). 
Известно време вероятно Мазачо и Мазолино работят в обща работилница и някои произведения се определят като създадени съвместно от двамата. Те работят заедно при изписването на Капелата Бранкачи в църквата Санта Мария дел Кармине.
75 години след неговата смърт представителите на Зрелия ренесанс – Леонардо, Микеланджело и Рафаело – отново се обръщат към него.

## Основни творби
Основните негови произведения са фреските в капела Бранкачи, в църквата Санта Мария дел Кармине във Флоренция, които са редом до фреските на Мазолино. Те изобразяват „Изгонването на Адам и Ева от рая“, „Апостолите Петър и Йоан“, „Проповедта на апостол Петър“ и др. Именно с изображението на Адам и Ева започва промяната в изкуството. Те не следват иконната двуизмерност на средновековните изображения, а приличат на реални човешки същества.
- Разпятието (c. 1426)  – масло, 83 x 63 cm, Музей Каподимонте, Неапол
- San Giovenale Triptych (1422, dubious)  масло, 108 x 153 cm, Cascia di Reggello
- Мадоната с младенеца (1424)  – темпера, 24 x 18 cm, Палацо Векио, Флоренция
- Портрет на млад мъж (1425) –  дърво, Национална художествена галерия, Вашингтон
- Свети Павел (1426)  – Темпера на дърво, 51 x 30 cm, Национален музей в Пиза, Пиза
- Светата троица (1425 – 1428)  – фреска, 667 x 317 cm, Санта Мария Новела, Флоренция
- Мадоната с младенеца (1426)  – масло, Национална галерия, Лондон
- Рождество (1427 – 1428)  – Темпера на дърво, диаметър 56 cm, Staatliche Museen, Берлин
- Св. Йероним и Свети Йоан Кръстител (οκ. 1426 – 1428)  дъска, 114 x 55 cm, Национална галерия, Лондон
- Свети Андрей  – масло, 51 x 31 cm, музей Гети, Малибу, Калифорния

## Галерия
- Мазолино и Мазачо, Sant’Anna Metterza, Уфици, Флоренция
- Мазолино и Мазачо, Фреска за историята със статера, чудо, извършено от Исус и описано в Евангелието на Матей. Капела Бранкачи в кармелитската църква Света Мария, Флоренция
- Мазачо, фреска със сцената за излекуването със сянката на св. Петър, Капела Бранкачи в кармелитската църква Света Мария, Флоренция
- Мазачо, Мадона Казини, Уфици, Флоренция
- Мазачо (работилница), Герб на кардинал Касини (Обратната страна на Мадона Касини), Флоренция
- Мазачо, Икона с Мадона с дете и ангели (Средната част на олтара за църквата света Мария в Пиза)
- Мазачо, Икона с разпъването на кръст на Петър и обезглавяването на Йоан Кръстител (Предела (носеща част)на олтара за църквата Санта Мария дел Кармине, Пиза), Художествена галерия, Берлин
- Мазачо (предполагаемо), Поднос, , изрисуван от двете страни, от страната на „Рождество“, Художествена галерия, Берлин
- Мазачо(предполагаемо) Подноса от другата страна с дете с куче, Художествена галерия, Берлин
- Мазачо (предполагаемо), Картина върху дъска с молитва в маслинова гора и каещия се Йероним, Музей Линденау, Алтенбург

## За него
- Лидия Влахова, Мазачо, София: Български художник, 1985, 80 стр.